# Brandon Rattray
Brandon Michael Rattray (San Diego, 22 marzo 1997) è un pallavolista statunitense, opposto dell'UPCN.

## Carriera

### Club
La carriera di Brandon Rattray inizia nei tornei scolastici californiani, giocando con la Rancho Bernardo HS. Dopo il diploma approda nella lega universitaria NCAA Division I, dove gioca dal 2016 al 2018 (saltando la prima annata) con la Hawaii e dal 2019 al 2020 con la UC Los Angeles.
Nella stagione 2020-21 inizia la carriera da professionista in Spagna, ingaggiato dall'Emevé, nella Superliga de Voleibol Masculina, mentre alla conclusione degli impegni col club partecipa alla National Volleyball Association 2021 con i Las Vegas Ramblers, venendo premiato come miglior schiacciatore. Nella stagione seguente è di scena in Germania, partecipando alla 1. Bundesliga con il Netzhoppers; alla conclusione degli impegni con i tedeschi, torna a indossare la casacca dei Las Vegas Ramblers per la National Volleyball Association 2022, conquistando lo scudetto e ripetendosi come miglior schiacciatore.
Nel campionato 2022-23 torna nella massima divisione spagnola, difendendo i colori del Guaguas, vincendo un altro scudetto; al termine degli impegni con gli iberici è nuovamente di scena in NVA, questa volta coi San Diego Wild. Nel campionato seguente si accasa nella Liga Argentina de Voleibol con l'UPCN.

### Nazionale
Nel 2019 viene convocato nella nazionale statunitense per la XXIX Universiade.

## Palmarès

### Club
- NVA: 1

2022
- Campionato spagnolo: 1

2022-23

### Premi individuali
- 2021 - National Volleyball Association: Miglior schiacciatore
- 2022 - National Volleyball Association: Miglior schiacciatore